# Associazione Calcio Mantova 1991-1992
Questa pagina raccoglie le informazioni riguardanti l'Associazione Calcio Mantova nelle competizioni ufficiali della stagione 1991-1992.

## Stagione
Nella stagione 1991-92 il Mantova ha disputato il girone A del campionato di Serie C2, con 41 punti in classifica si è piazzato in quarta posizione, sono state promosse in Serie C1 il Ravenna giunto al primo posto con 50 punti ed il Leffe giunto secondo con 47 punti. Per il Mantova una stagione dai due volti, inizia la stagione allenato da Claudio Tobia ma disputando un girone di andata da dimenticare, chiuso con la sconfitta interna (0-1) con il Trento, e la squadra virgiliana quart'ultima in classifica con 16 punti, che deve fronteggiare anche il terzo cambio in panchina, perché dopo Claudio Tobia si era passati a Giampiero Ghio, ed all'inizio del girone di ritorno ecco Antonio Pasinato, con il quale i biancorossi tornano a correre, rientrando in corsa per la promozione, vanificata dai troppi pareggi nel finale di torneo, comunque chiuso con un quarto posto e tanti rimpianti. Nella Coppa Italia il Mantova disputa il girone D, vinto dal Suzzara.

## Rosa
| N. |                   | Ruolo | Calciatore         |
| -- | ----------------- | ----- | ------------------ |
|    | Italia (bandiera) | D     | Giacomo Adamoli    |
|    | Italia (bandiera) | D     | Lorenzo Amoruso    |
|    | Italia (bandiera) | D     | Giuseppe Argentesi |
|    | Italia (bandiera) | D     | Claudio Bazeu      |
|    | Italia (bandiera) | A     | Luciano Benetti    |
|    | Italia (bandiera) | C     | Daniele Bernazzani |
|    | Italia (bandiera) | D     | Paolo Beruatto     |
|    | Italia (bandiera) | C     | Roberto Borrello   |
|    | Italia (bandiera) | A     | Vittorio Cozzella  |
|    | Italia (bandiera) | C     | Giulio Forte       |
|    | Italia (bandiera) | C     | Marco Gori         |
|    | Italia (bandiera) | D     | Fabio Gozzani      |
|    | Italia (bandiera) | A     | Tullio Gritti      |
|    | Italia (bandiera) | D     | Ivano Martini      |

| N. |                   | Ruolo | Calciatore              |
| -- | ----------------- | ----- | ----------------------- |
|    | Italia (bandiera) | P     | Paolo Orlandoni         |
|    | Italia (bandiera) | A     | Fabio Padovani          |
|    | Italia (bandiera) | P     | Pietro Pappalardo       |
|    | Italia (bandiera) | D     | Emanuele Pennacchioni   |
|    | Italia (bandiera) | D     | Stefano Perini          |
|    | Italia (bandiera) | D     | Stefano Primizio        |
|    | Italia (bandiera) | A     | Renato Re               |
|    | Italia (bandiera) | A     | Stefano Rebonato        |
|    | Italia (bandiera) | A     | Marco Romiti            |
|    | Italia (bandiera) | C     | Gabriele Savino         |
|    | Italia (bandiera) | D     | Arcangelo Sciannimanico |
|    | Italia (bandiera) | C     | Beniamino Vignola       |
|    | Italia (bandiera) | C     | Piergiorgio Zanandrea   |
|    | Italia (bandiera) | C     | Massimo Zuppini         |

## Risultati

### Campionato

#### Girone di andata
| Arbitro: | Zuccolini (Reggio Emilia) |

|           |           |              |
| Monti 23’ | Marcatori | 49’ Borrello |

| Arbitro: | Ercolino (Cassino) |

|            |           |  |
| Benetti 1’ | Marcatori |  |

| Arbitro: | Alban (Bassano del Grappa) |

|              |           |                           |
| Borrello 34’ | Marcatori | 82’ Garbelli 89’ Guzzetti |

| Crema 29 settembre 1991 4ª giornata | Pergocrema          | 0 – 0 | Mantova | Stadio Giuseppe Voltini\| Arbitro: \| Franceschini (Bari) \| |
| Arbitro:                            | Franceschini (Bari) |       |         |                                                              |

| Arbitro: | Di Filippo (Chieti) |

|                                     |           |  |
| Gritti 24’ Borrello 35’ M. Gori 58’ | Marcatori |  |

| Arbitro: | Scarfò (Reggio Calabria) |

|            |           |  |
| Valeri 39’ | Marcatori |  |

| Mantova 20 ottobre 1991 7ª giornata | Mantova                   | 0 – 0 | Centese | Stadio Danilo Martelli\| Arbitro: \| Misticoni (Ascoli Piceno) \| |
| Arbitro:                            | Misticoni (Ascoli Piceno) |       |         |                                                                   |

| Arbitro: | Freddi (Sassari) |

|                                                 |           |                    |
| Pacioni 32’ (rig.) Marcellino 79’ Armanetti 86’ | Marcatori | 55’ (rig.) Vignola |

| Arbitro: | De Santis (Tivoli) |

|                               |           |                   |
| Vignola 21’ (rig.) Gritti 75’ | Marcatori | 30’ Chicchiarelli |

| Arbitro: | Russo (Pescara) |

|                                      |           |                 |
| Pompini 55’ (rig.), 89’ G. Rossi 81’ | Marcatori | 49’, 66’ Romiti |

| Arbitro: | D'Errico (Frattamaggiore) |

|                                         |           |                    |
| Forte 26’ Vignola 33’ (rig.) Romiti 76’ | Marcatori | 47’ (rig.) Gambino |

| Arbitro: | Bertocci (Genova) |

|                  |           |            |
| Girelli 46’, 74’ | Marcatori | 42’ Savino |

| Arbitro: | Capozzi (Vicenza) |

|  |           |                        |
|  | Marcatori | 21’ Magoni 87’ Bonazzi |

| Arbitro: | Genovese (Avellino) |

|                 |           |             |
| N. Marangon 54’ | Marcatori | 76’ Benetti |

| Arbitro: | Rigutto (Maniago) |

|             |           |               |
| Vignola 36’ | Marcatori | 61’ Lucchetti |

| Arbitro: | Ciambotti (Empoli) |

|             |           |            |
| Guiotto 22’ | Marcatori | 50’ Romiti |

| Arbitro: | Pin (Conegliano Veneto) |

|                |           |                |
| I. Martini 15’ | Marcatori | 13’ M. Mariani |

| Arbitro: | Fonisto (Napoli) |

|              |           |            |
| Vincenzi 85’ | Marcatori | 24’ Romiti |

| Arbitro: | Casaluci (Lecce) |

|  |           |              |
|  | Marcatori | 74’ Belletti |

#### Girone di ritorno
| Arbitro: | Bortoli (Schio) |

|                                           |           |  |
| Romiti 5’ (rig.) Cozzella 47’ M. Gori 68’ | Marcatori |  |

| Arbitro: | Nepi (Ascoli Piceno) |

|               |           |             |
| Francioso 68’ | Marcatori | 39’ Benetti |

| Bergamo 23 febbraio 1992 22ª giornata | Virescit Bergamo | 0 – 0 | Mantova | Stadio Comunale\| Arbitro: \| Calvi (Milano) \| |
| Arbitro:                              | Calvi (Milano)   |       |         |                                                 |

| Arbitro: | Siciliano (Brindisi) |

|                             |           |            |
| Cozzella 42’ Bernazzani 60’ | Marcatori | 54’ Caruso |

| Arbitro: | Farina (Novi Ligure) |

|  |           |             |
|  | Marcatori | 40’ Vignola |

| Arbitro: | Baudo (Torino) |

|                         |           |              |
| Cozzella 63’ Gritti 85’ | Marcatori | 9’ Mantovani |

| Arbitro: | Senzacqua (Ascoli Piceno) |

|               |           |              |
| Gubellini 35’ | Marcatori | 37’ Rebonato |

| Arbitro: | Cicogna (San Donà di Piave) |

|            |           |               |
| Romiti 73’ | Marcatori | 88’ Armanetti |

| Arbitro: | Gambino (Barletta) |

|             |           |                                        |
| Zanatta 40’ | Marcatori | 45’ Cozzella 67’ Bernazzani 76’ Romiti |

| Arbitro: | Gregori (Piacenza) |

|            |           |          |
| Gritti 70’ | Marcatori | 89’ Sgrò |

| Arbitro: | Cirotti (Roma) |

|            |           |  |
| M. Pau 23’ | Marcatori |  |

| Arbitro: | Bortoli (Schio) |

|                                      |           |  |
| Cozzella 15’, 90’ Orlando 23’ (aut.) | Marcatori |  |

| Arbitro: | Longo (Paola) |

|                                             |           |  |
| Balesini 24’ (rig.) Bonazzi 44’ Belotti 80’ | Marcatori |  |

| Arbitro: | Santoruvo (Bari) |

|                                       |           |  |
| Rebonato 10’ Cozzella 15’ Amoruso 65’ | Marcatori |  |

| Arbitro: | D. Messina (Bergamo) |

|             |           |              |
| Covelli 21’ | Marcatori | 56’ Cozzella |

| Arbitro: | Bizzotto (Castelfranco Veneto) |

|                        |           |              |
| Forte 25’ Cozzella 59’ | Marcatori | 79’ Coltorti |

| Olbia 7 giugno 1992 36ª giornata | Olbia             | 0 – 0 | Mantova | Stadio Bruno Nespoli\| Arbitro: \| Capraro (Cassino) \| |
| Arbitro:                         | Capraro (Cassino) |       |         |                                                         |

| Mantova 14 giugno 1992 37ª giornata | Mantova        | 0 – 0 | Varese | Stadio Danilo Martelli\| Arbitro: \| Calvi (Milano) \| |
| Arbitro:                            | Calvi (Milano) |       |        |                                                        |

| Arbitro: | Ambrosio (Como) |

|              |           |             |
| Albasini 13’ | Marcatori | 33’ Benetti |

## Coppa Italia

### Girone D
| Fiorenzuola d'Arda 18 agosto 1991 1ª giornata | Fiorenzuola | 1 – 0 | Mantova | Stadio Comunale |

| 21 agosto 1991 2ª giornata |  | – Turno di riposo Mantova |  |  |

| Arbitro: | Patessio (Pordenone) |

|                         |           |  |
| Vignola 25’ Benetti 32’ | Marcatori |  |

| Crema 28 agosto 1991 4ª giornata | Pergocrema | 2 – 2 | Mantova | Stadio Giuseppe Voltini |

| Mantova 1º settembre 1991 5ª giornata | Mantova | 1 – 2 | Suzzara | Stadio Danilo Martelli |